# Fatubesilolo
Fatubesilolo ist eine osttimoresische Aldeia im Suco Ulmera (Verwaltungsamt Bazartete, Gemeinde Liquiçá). 2015 lebten in der Aldeia 363 Menschen.

## Geographie und Einrichtungen
Fatubesilolo liegt im Westen Ulmeras und reicht von an der Küste der Straße von Ombai bis weit in den Süden von Ulmera an die Überlandstraße von Gamanuhati nach Fatuneso im Suco Fahilebo. Von ihr führt eine unbefestigte Piste nach Norden zu den einzeln stehenden Häusern des Ortes Fatubesilolo mit dem Sitz der Aldeia und eines zweiten Ortes. Im Norden erreicht die Piste einen Schießstand der Polícia Científica de Investigação Criminal (PCIC) und schließlich die Küste mit dem Ort Gerohata, der zur Hälfte in der Aldeia Nauner liegt.

## Politik
2023 wurde Abel Dasi Lelo dos Santos zum Chefe de Aldeia gewählt.